# Maison à pans de bois (Amboise, 2, 4 rue Joyeuse)
La maison à pans de bois (2 et 4, rue Joyeuse) est une demeure particulière construite à la fin du XVe ou au début du XVIe siècle dans la ville d'Amboise, dans le département français d'Indre-et-Loire.
Sa façade à pans de bois et sa toiture sont inscrites comme monuments historiques en 1949.

## Localisation
La maison se trouve presque au carrefour de la rue Joyeuse et du quai des Marais, deux voies qui longeaient les enceinte de la ville. L'emplacement de la maison correspond au point de rencontre de ces deux murailles, au pied et à l'extérieur de celles-ci.

## Histoire
Le quartier est loti en 1490, avant que la maison ne soit construite à la fin du XVe ou au début du XVIe siècle,.
La façade et la toiture de cette maison sont inscrites comme monuments historiques par arrêté du 14 septembre 1949.

## Description

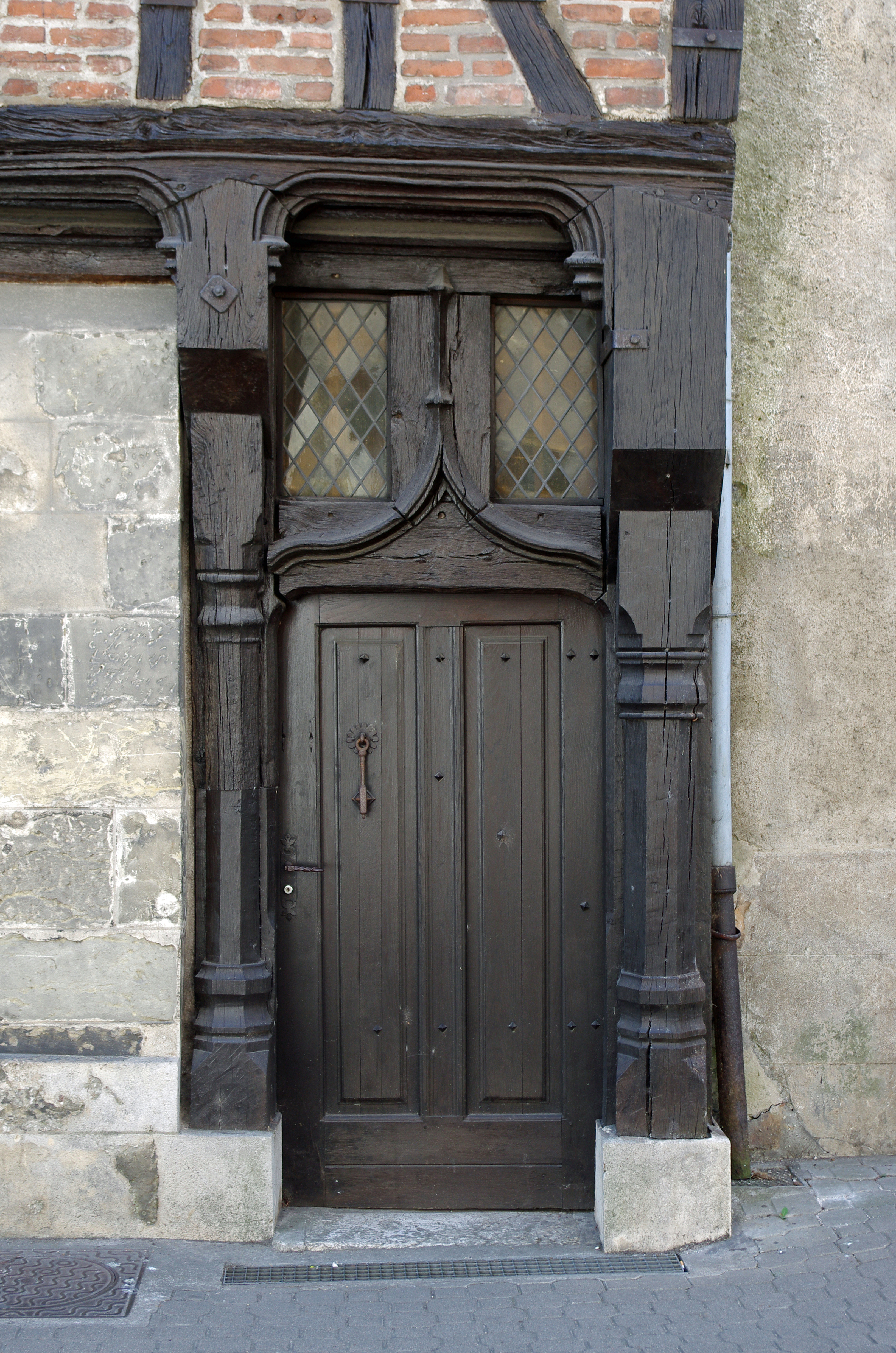
Porte.

La façade de la maison se compose d'un rez-de-chaussée en pierre surmonté d'un étage supérieur à colombages de bois et de briques ; la même disposition s'observé au pignon. Un comble éclairé par une lucarne supporte la toiture est en ardoises. Une poutre moulurée d'un cordon supporte l'encorbellement du premier étage.
La porte, flanquée de deux piliers de bois sculptés, est surmonté d'un tympan décoré d'une accolade.

## Pour en savoir plus